# James H. Douglas junior

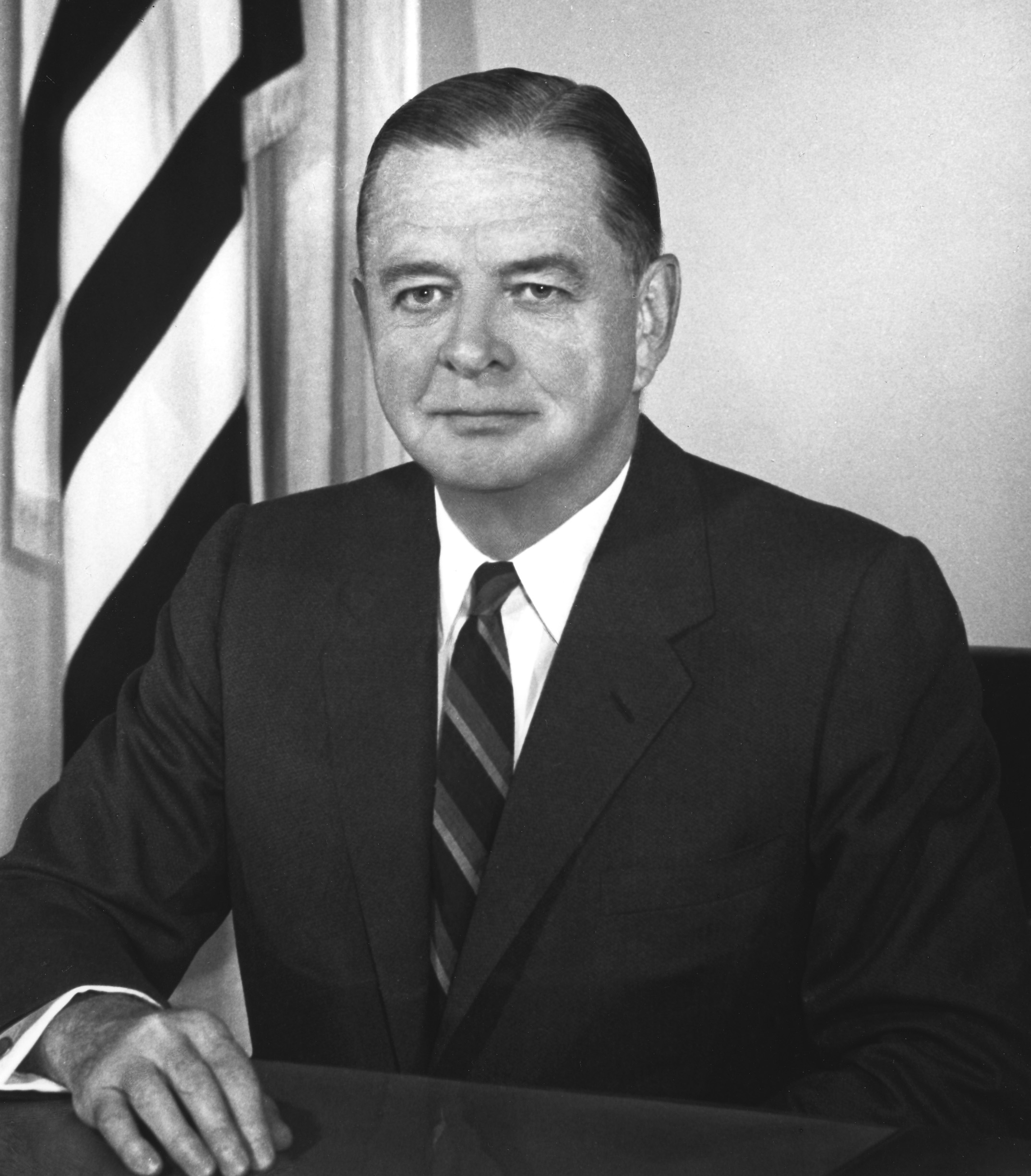
James H. Douglas, Jr.

James Henderson Douglas, Jr. (* 11. März 1899 in Cedar Rapids, Iowa; † 24. Februar 1988 in Lake Forest, Illinois) war ein US-amerikanischer Politiker, der sowohl US Secretary of the Air Force als auch US Deputy Secretary of Defense war.

## Leben
Nach dem Schulbesuch trat Douglas nach dem Kriegseintritt der USA in den Ersten Weltkrieg in die US Army und diente dort zuletzt als Unterleutnant im Camp Hancock in Georgia. Danach studierte er an der Princeton University und erwarb dort 1920 einen Bachelor of Arts (B.A.). Im Anschluss studierte er ein Jahr an der University of Cambridge und absolvierte danach ein postgraduales Studium der Rechtswissenschaften an der Law School der Harvard University, das er 1924 abschloss. Nach seiner anschließenden anwaltlichen Zulassung 1925 im Bundesstaat Illinois war er als erfolgreicher Rechtsanwalt tätig und betrieb eine eigene Anwaltskanzlei in Chicago.
Zwischen 1932 und 1933 war er Staatssekretär im Finanzministerium (US Assistant Secretary of the Treasury) während der Präsidentschaft von Herbert Hoover und damit ein enger Mitarbeiter des damaligen Finanzministers Ogden L. Mills. Nach Beendigung dieser Tätigkeit trat er 1934 als Partner in die Anwaltskanzlei Gardner, Carton and Douglas ein.
1941 trat er nach dem Eintritt der Vereinigten Staaten in den Zweiten Weltkrieg als Major erneut in den aktiven Militärdienst und wurde bei Kriegsende zum Oberst befördert. Während dieser Zeit war er überwiegend stellvertretender Chef des Stabes des Air Transport Command sowie zuletzt Chef des Stabes des Air Training Command und wurde für seine Verdienste unter anderem mit der Army Distinguished Service Medal ausgezeichnet.
Nach seinem Ausscheiden aus dem aktiven Militärdienst kehrte er 1945 als Partner zur Kanzlei Gardner, Carton and Douglas zurück.
Im März 1953 erfolgte seine Ernennung zum stellvertretenden Luftwaffenminister (US Undersecretary of the Air Force). Nach dem Rücktritt von Harold E. Talbott im August 1955 fragte ihn Verteidigungsminister Charles Erwin Wilson, ob er dessen Nachfolge als Luftwaffenminister werden wollte. Er lehnte diese Berufung ab, entschied sich stellvertretender Luftwaffenminister zu bleiben und empfahl Wilson stattdessen die Berufung des bisherigen Staatssekretärs für Forschung und Entwicklung im Verteidigungsministerium, Donald A. Quarles, zum US Secretary of the Air Force.
Nachdem Quarles im April 1957 stellvertretender Verteidigungsminister wurde, folgte ihm Douglas im Mai 1957 als US Secretary of the Air Force und damit zu einer Zeit, in der sowohl der US-Kongress als auch die Regierung von Präsident Dwight D. Eisenhower ernsthafte Einschnitte beim Personal der US Air Force forderten. Allerdings gelang es ihm kurz darauf, aufgrund des von der Sowjetunion in die Umlaufbahn gebrachten Satelliten Sputnik unter Hinweis auf die Sicherheit der USA diese Personalkürzungen abzuwenden und höhere Verteidigungsausgaben zu erhalten. Er war außerdem der erste Luftwaffenminister, der Erfahrungen als Luftwaffenoffizier hatte.
Am 10. Dezember 1959 trat er von seinem Amt als Luftwaffenminister zurück und wurde stattdessen am 11. Dezember 1959 als US Deputy Secretary of Defense stellvertretender Verteidigungsminister. Dieses Amt behielt er bis zum Ende der Präsidentschaft von Dwight D. Eisenhower am 24. Januar 1961. Im Anschluss war er wiederum als Rechtsanwalt in Illinois tätig. 1961 wurde er von Eisenhower mit der Medal of Freedom ausgezeichnet.